# Haideoporus
Haideoporus is een geslacht van kevers uit de familie  waterroofkevers (Dytiscidae).
Het geslacht is voor het eerst wetenschappelijk beschreven in 1976 door Young & Longley.

## Soorten
Het geslacht omvat de volgende soort:
- Haideoporus texanus Young & Longley, 1976